# Латроб-Валли
Латроб-Валли — буроугольный бассейн в Австралии. Находится в штате Виктория.
Латроб-Валли обеспечивает около 90 процентов добычи бурого угля в Австралийском Союзе.
Бассейн протянулся вдоль реки Латроб на 200 километров, ширина полосы бассейна около 70 км, мощность порядка 400 метров.
Достоверно разведанные ресурсы — 64,9 млрд т (1983).
Разработка месторождений ведётся открытым способом.
Назван в честь английского писателя, альпиниста, первого лейтенант-губернатора штата Виктория Чарльза Ла Троба (Латроба).